# Antwerp Port Epic
L'Antwerp Port Epic-Sels Trophy est une course cycliste sur route masculine, disputée sous la forme d'une course d'un jour en Belgique. Elle fait partie du calendrier de l'UCI Europe Tour en catégorie 1.1.

## Parcours
Le départ et l'arrivée ont lieu à Anvers. Le parcours long d'environ 190 kilomètres empruntent des secteurs pavés et des secteurs de chemins de terre.

## Palmarès
| Année | Vainqueur                | Deuxième           | Troisième           |
| ----- | ------------------------ | ------------------ | ------------------- |
| 2018  | Guillaume Van Keirsbulck | Aksel Nõmmela      | Taco van der Hoorn  |
| 2019  | Aimé De Gendt            | Tim Merlier        | Timothy Dupont      |
| 2020  | Gianni Vermeersch        | Stan Dewulf        | Baptiste Planckaert |
| 2021  | Mathieu van der Poel     | Taco van der Hoorn | Tim Merlier         |
| 2022  | Florian Vermeersch       | Gianni Vermeersch  | Thibau Nys          |
| 2023  | Dries De Bondt           | Timo Kielich       | Quinten Hermans     |
| 2024  | Alexander Kristoff       | Émilien Jeannière  | Oded Kogut          |
| 2025  |                          |                    |                     |

## Victoires par pays
| Pays     | Victoires |
| Belgique | 6         |
| Pays-Bas | 1         |
| Norvège  | 1         |